# Monte Misma

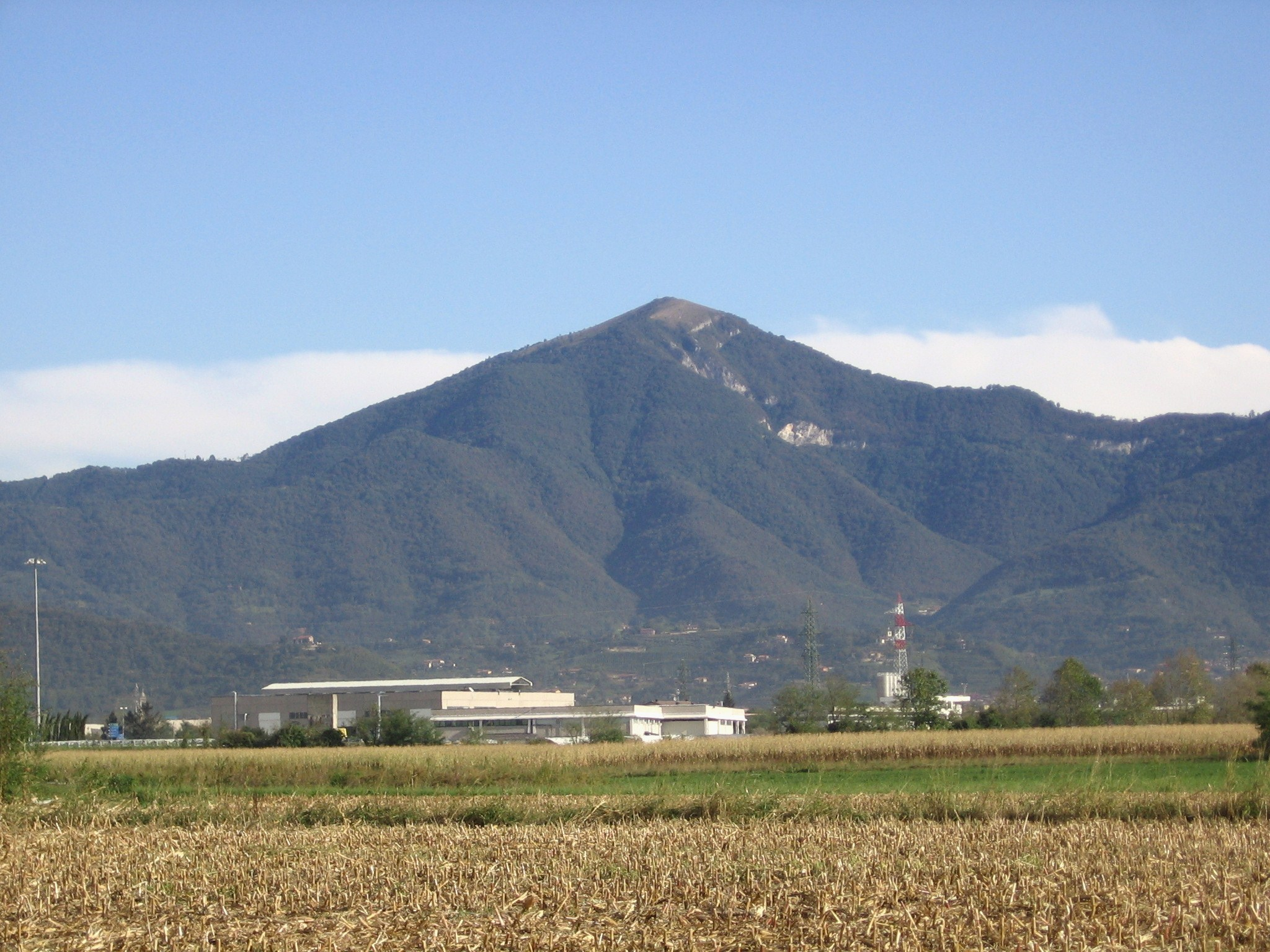
Il Monte Misma

(Giovanni Maironi da Ponte, Sulla storia naturale della provincia di Bergamo, pg.37. 1782)
Il Monte Misma [ˈmizma] (Ol Misma [ˈmizma] in bergamasco) è una montagna delle Alpi alta 1.160 m. È situato in provincia di Bergamo, a cavallo tra la Valle Seriana e Val Cavallina. È una delle prime asperità delle Prealpi Bergamasche ed è visibile da gran parte della pianura centrale lombarda.

## Storia
La cima è punto di confine tra i comuni di Albino, Pradalunga e Cenate Sopra, mentre le pendici si estendono anche sui comuni di Scanzorosciate, Trescore e Luzzana. Specialmente nel XIX secolo è stato famoso, per le attività estrattive di pietre coti e cemento (principalmente a Pradalunga), attività che hanno contribuito allo sviluppo del territorio, ma anche al deturpamento della montagna stessa, perpetrando ferite tuttora ben visibili. Le pietre coti, utilizzate per affilare lame, armi ed arnesi, vennero impiegate fin dai tempi degli antichi Romani, tant'è che di esse si trovano citazioni nelle parole di Plinio il Vecchio (23-79 d.C.). 
Tutt'oggi è possibile ritrovare, nella località detta Valle dei prigionieri a monte del santuario della Forcella, enormi ammassi di Roère, ovvero gli scarti delle lavorazioni di tali pietre, opera cominciata appunto dai prigionieri di 2000 anni fa, e terminata nel secolo scorso quando le pietre coti naturali vennero sostituite da pietre sintetiche di minor costo, e con esse terminò anche la loro lavorazione.

## Presenza dell'uomo
Altri segni della presenza dell'uomo, molto meno invasivi dei sopraccitati, sono le cascine rurali (tra cui merita menzione la cascina Spersiglio situata a Cornale) ed i santuari, tra cui la chiesa di Santa Maria del Misma (alt. 830 s.l.m. in comune di Cenate Sopra) che, risalente ad un periodo compreso tra il XI ed il XII secolo, può essere considerata una delle chiese più antiche della diocesi. È doveroso citare anche il Santuario della Forcella (alt. 627 s.l.m. in comune di Pradalunga), costruito nel XVII secolo a seguito della peste di manzoniana memoria. Entrambi i santuari sono meta di pellegrinaggi delle popolazioni attorno.

## Flora e fauna
Il territorio comprende un ricco ecosistema in cui sono presenti castagni e funghi, ma anche di animali quali volpi rosse, faine, tassi, ghiri, ricci, moscardini, cinghiali, caprioli e cervi, animali che sono stati protagonisti negli ultimi anni di un consistente aumento, anche grazie al fatto che dal 1983 è presente una riserva gestita dal WWF, denominata Riserva Regionale Valpredina, per il mantenimento ed il ripopolamento faunistico.

## Itinerari naturalistici
Inoltre una maggiore sensibilità ambientale da parte di alcuni enti della zona ha portato ad un riqualificazione di numerosi sentieri, con itinerari didattici quali il sentiero del castagno (nella frazione Casale di Albino), il sentiero delle pietre coti (in comune di Pradalunga), il sentiero verde che attraversa la Riserva naturale Oasi WWF di Valpredina e prosegue fino alla località Sant'Ambrogio in comune Cenate Sopra, ed itinerari religiosi tra cui, oltre alle sopraccitate chiese, merita menzione il sentiero dei luoghi in cui visse la Beata Pierina Morosini (nella frazione Fiobbio di Albino) che hanno permesso a questi luoghi di ritornare ad essere meta di escursioni sia a piedi che in mountain bike.

## La vetta
Sulla cima (1160 m s.l.m.) sorgono un piccolo monumento ai caduti di Tribulina, una croce di ferro con campanella da suonare per festeggiare la conquistata cima e una piastra geodetica coi nomi delle montagne che l'impagabile panorama offre nelle belle giornate.